# Gabriel Appelt Pires
Gabriel Appelt Pires, mais conhecido como Gabriel Pires (Rio de Janeiro, 18 de setembro de 1993), é um futebolista luso-brasileiro que atua como meio-campista. Atualmente, joga pelo Panserraikos 1964 FC

## Carreira

### Resende Futebol Clube
Nascido no Rio de Janeiro, Gabriel e seu irmão mais velho, Guilherme Appelt Pires, começaram suas carreiras no Resende Futebol Clube. Assim, Gabriel assinou seu primeiro contrato em 23 de julho de 2010. Ele jogou sua primeira temporada sênior com o clube durante o Campeonato Carioca 2011, a liga regional do estado do Rio de Janeiro.

### Juventus e empréstimos
Em abril de 2011, o jornal italiano Tuttosport informou que a Juventus Football Club assinou com Gabriel e Guilherme, porém, devido a razões burocráticas, Gabriel não pôde se mudar para a Itália depois de completar 18 anos. Em janeiro de 2012, Gabriel assinou oficialmente com o clube italiano por uma quantia de 2 milhões de euros, embora o acordo estivesse praticamente completo desde 21 de abril de 2011. Depois de se juntar à equipe italiana, Gabriel entrou para os Juniores do clube e jogou a meia temporada restante para a reserva da Juventus durante a temporada 2011-12.
Em 30 de agosto de 2012, Gabriel recebeu um contrato de empréstimo de uma temporada com o novato Pro Vercelli, da Serie B, outra equipe baseada no Piemonte, juntamente com o companheiro de equipe da Juventus, Alberto Masi. Gabriel fez sua estréia na Série B em 9 de setembro de 2012 como substituto aos 61 minutos de jogo, em uma derrota caseira de 1–2 contra o Livorno, no que seria sua primeira e única aparição substituta para o clube. Ele fez sua primeira partida em 15 de setembro contra o Sassuolo e passou a começar os próximos dez jogos da liga antes de sofrer uma lesão grave em 10 de novembro de 2012 em uma partida em casa contra o Modena. Depois de quatro meses fora de campo, Gabriel retornou ao time titular do Pro Vercelli no dia 2 de março de 2013, em um empate de 1–1 fora na Juve Stabia. Gabriel permaneceu no time titular do clube pelo resto da temporada, fazendo 25 jogos no campeonato e marcando um gol na liga, apesar da longa ausência por lesão.
Gabriel retornou à Juventus em 30 de junho de 2013 e, dois meses depois, foi dispensado em outro contrato de empréstimo de uma temporada com Spezia, da Serie B, em 26 de agosto de 2013. Ele fez 19 jogos no campeonato antes de retornar à Juventus após o término do contrato de empréstimo.
Em 23 de julho de 2014, foi oficialmente comunicado que Gabriel assinou com Pescara, da Serie B, um contrato de empréstimo de uma temporada com o companheiro de equipe Vincenzo Fiorillo. Ele apareceu em 17 partidas pelo clube, marcando uma vez.

### Leganés
Em 4 de agosto de 2016, Gabriel foi emprestado ao CD Leganés, da Segunda Divisão Espanhola, em um contrato que durou uma temporada. Ele fez sua estreia pelo clube em 6 de setembro, chegando como substituto tardio de Lluís Sastre em um empate em casa por 1–1 contra o Real Zaragoza.
Gabriel marcou o seu primeiro gol pela Liga no dia 17 de Outubro de 2015, garantindo o segundo gol da sua equipe num empate em 2–2 frente ao Girona FC. Ele contribuiu com 37 presenças e sete gols durante a campanha, já que sua equipe conseguiu a promoção para a La Liga pela primeira vez na história.
Em 17 de junho de 2016, Gabriel assinou um contrato permanente de três anos com o time de Madrid, que ativou sua cláusula de compra por um milhão de euros. Ele fez sua estréia na principal categoria do futebol espanhol em 22 de agosto de 2016, começando em uma vitória fora de casa por 1–0 contra o Celta de Vigo.
Gabriel marcou o seu primeiro gol no escalão principal a 17 de setembro de 2016, mas com uma derrota caseira por 1–5 frente ao FC Barcelona. No dia 8 de agosto seguinte, ele renovou seu contrato até 2021. Em agosto de 2018, após ser vendido ao Benfica, Pires deixou o Leganés com 111 jogos, 19 gols e 4 assistências.

### Benfica
A 27 de agosto de 2018, Gabriel foi transferido para o clube português, com um custo de 9.670 milhões de euros que o coloca no Top 10 das aquisições mais caras na história do clube, o SL Benfica, assinando um contrato de cinco anos.
Em 2019, ele marcou o seu primeiro gol, numa vitória de 2–1 para a taça de Portugal contra o Sporting Clube de Portugal.
Com a chegada de Jorge Jesus perdeu espaço e assim fora emprestado deixando o clube com 100 jogos oficiais, cinco golos e seis assistências em mais de 6500 minutos disputados.

### Al-Gharafa
O Benfica informou em 28 de setembro de 2021, que chegou a acordo com o Al-Gharafa para a transferência, em regime de empréstimo de Gabriel o contrato de cedência acertado com o clube do Catar é válido até ao final da temporada 2021/22.
Gabriel deixou o Al-Gharafa, fazendo sete gols em 32 jogos, além de 10 assistências.

### Botafogo
Gabriel regressou ao Brasil para ser reforço no Botafogo. O acordo foi anunciado em 12 de agosto de 2022, pelo clube brasileiro e implica um empréstimo válido por uma temporada, até junho de 2023, com a possibilidade de ser estendido até dezembro do mesmo ano. Apesar de ter seu contrato estendido até o fim de 2023, Pires não ficou no Botafogo para a temporada 2024. Mesmo sendo bem avaliado pelo departamento de futebol, a decisão pela saída foi do dono do clube, John Textor, pois este deseja mudar o perfil do elenco após a Histórica Derrocada do clube no Brasileirão de 2023. 

### Fluminense
No dia 16 de janeiro de 2024, o portal GE noticiou que o volante rescindiu seu contrato com o SL Benfica, este que iria até meados de 2025. Sendo assim, Gabriel, que já tinha se acertado com o Fluminense, teve seu caminho livre para assinar com o Tricolor em definitivo.

### Panserraikos 1964 FC
Em 25 de dezembro de 2024, após ter uma péssima temporada no Fluminense, tendo atuado apenas em 8 jogos na temporada 2024, o meia rescindiu com o clube e acertou um contrato com o Panserraikos, da Grécia.

## Títulos
Benfica
- Primeira Liga: 2018–19
- Supertaça Cândido de Oliveira: 2019

Botafogo
- Taça Rio: 2023

Fluminense
- Recopa Sul-Americana: 2024